# Марольський соціолект

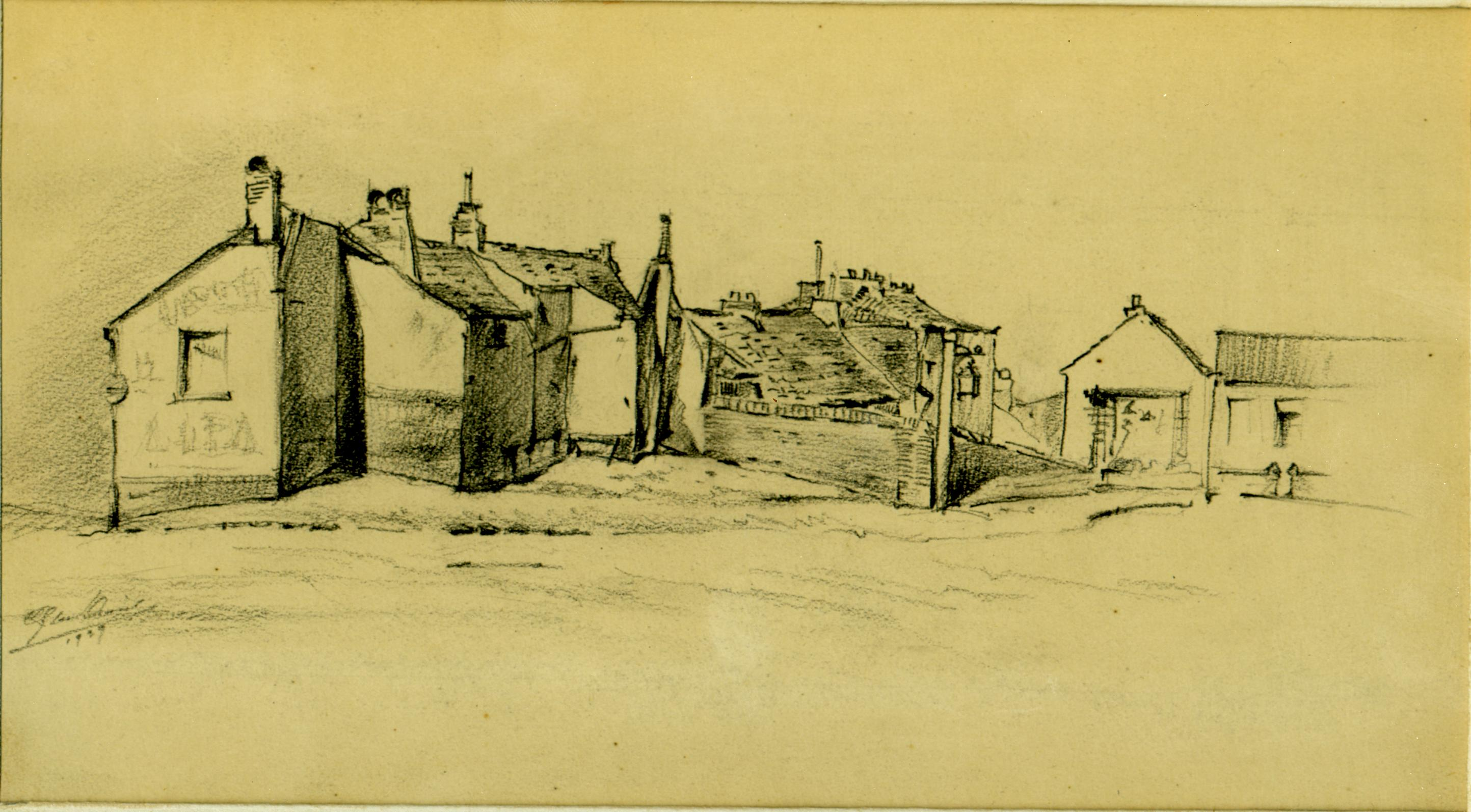
Нарис Маролли, зроблений в 1939 році Léon van Dievoet

Марольський соціолект (фр. Marols або Marollien, нід. Brusselse Sproek) — особливий «пролетарський» соціолект старого Брюсселя. Побутував у районі міста Маролла, де традиційно селилися робочі, пізніше робітники-валлони, які приїжджали працювати до Брюсселю. Спочатку був  особливим різновидом брабантського діалекту нідерландської мови Фландрії з сильним французьким і деяким іспанським впливом часів Іспанських Нідерландів. У XVIII столітті в Мароллах стали селитися робітники з Валлонії. Під їхнім впливом і виник діалект, який відрізняється від інших бельгійсько-нідерландських діалектів великою кількістю валлонських запозичень. Поступово французький вплив посилився і на останніх етапах свого існування соціолект був змішаною франко-нідерландською мовою, майже незрозумілою іноземцям, зокрема, через велику кількість нецензурних і ненормативних виразів. На початку XX століття був практично повністю витіснений французькою мовою, але досі використовується у виставах лялькових театрів, вивчається на мовних катедрах у межах порівняльно-історичного аналізу мов Європи.

## Приклад тексту
Na mooie ni paaze da'ee k da poèzeke em zitte deklameire / Allien mo vè сімейний 't amuzeire / Neineie… ik em aile wille demonsteire / Dat as er zain ді uile me konviksen e stuk in uilen uur drinke. / Dat da ni seulement en allien es vè te drinke.